# Astragalus nigriceps
Astragalus nigriceps är en ärtväxtart som beskrevs av Mikhail Grigoríevič Popov. Astragalus nigriceps ingår i släktet vedlar, och familjen ärtväxter. Inga underarter finns listade i Catalogue of Life.